# 皇家路 (巴黎)
皇家路（法語：Rue Royale，法語發音：[ʁy ʁwajal]）是法国巴黎第八区的一条街道，南到协和广场，北到马德莱娜广场（马德莱娜教堂所在地），长282米。这条街最著名的门牌号码是3号——巴黎马克西姆餐厅。